# Tresouras
Tresouras is een plaats (freguesia) in de Portugese gemeente Baião en telt 520 inwoners (2001).